# Strongylosoma fossiger
Strongylosoma fossiger är en mångfotingart som beskrevs av Carl 1909. Strongylosoma fossiger ingår i släktet Strongylosoma och familjen orangeridubbelfotingar.

## Underarter
Arten delas in i följande underarter:
- S. f. silvestre
- S. f. typica
- S. f. ussuwiense